# Pyrgos tis Rigenas

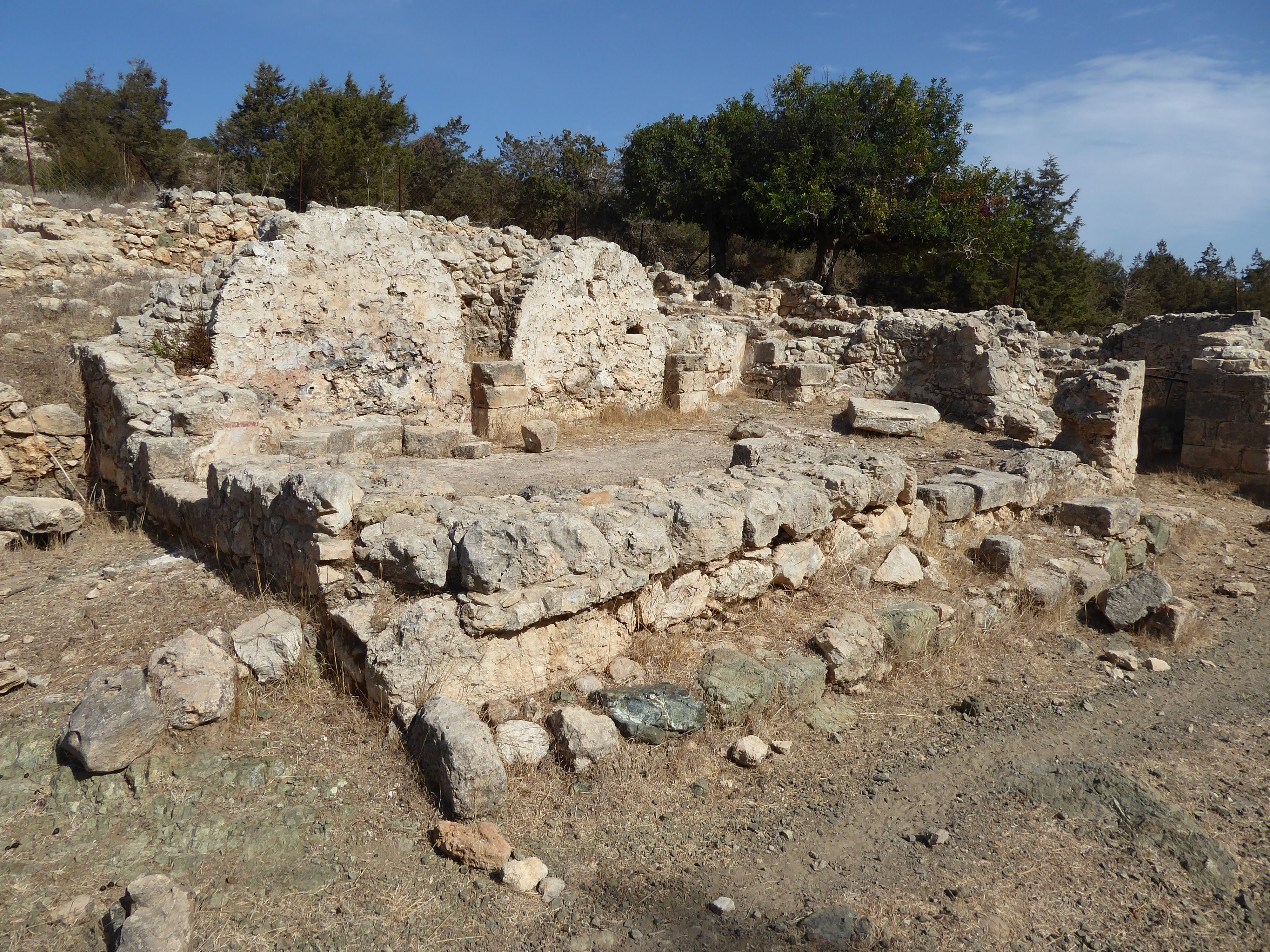
Pyrgos tis Rigenas, Ruine der Kirche

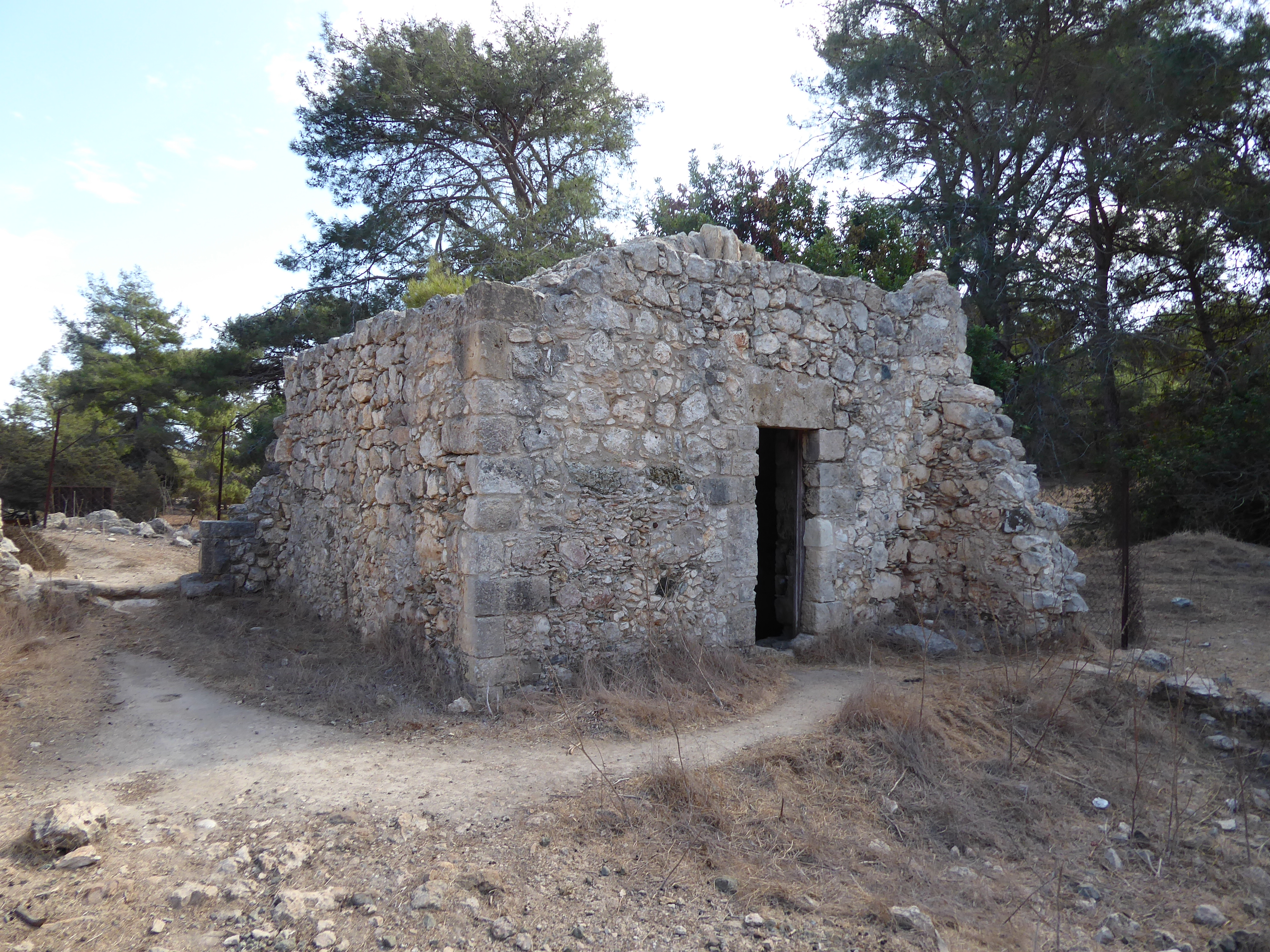
Pyrgos tis Rigenas, die als Reste eines Turms gedeutete Ruine

Pyrgos tis Rigenas (griechisch Πύργος της Ρήγαινας; deutsch Turm von Rigena) ist eine byzantinische Klosterruine auf einer Hochebene westlich von Polis Chrysochous auf der Halbinsel Akamas im Bezirk Paphos auf Zypern.

## Beschreibung
Die Entstehung der abgelegenen Klosteranlage wird von der Wende des 11. in das 12. Jahrhundert datiert. Die abgeschiedene Lage wurde vermutlich gewählt, um nicht Ziel von Überfällen von Piraten zu werden. Das Kloster war weder vom Meer, noch von den Orten auf der Ebene unterhalb um Polis Chrysochous zu sehen. Wie in anderen orthodoxen Klöstern Zyperns üblich, folgt die Anlage dem Schema von rechteckig um einen Innenhof angelegten Mönchszellen. Zentral im Innenhof befand sich die schlichte Klosterkirche, ein einschiffiger Saal mit Halbkreisapsis im Osten, ähnlich der wenige Kilometer südlich erhaltenen Klosterkirche von Agios Minas, die in das 12. Jahrhundert datiert wird. Von der Klosterkirche in Rigenas haben sich nur Teile der Grundmauern und der Apsis erhalten, an denen Reste einer Ausmalung von Fresken nachweisbar sind. Zur Zeit der fränkischen Herrschaft unter dem Haus Lusignan scheinen verschiedene Umbauten und Anbauten erfolgt zu sein. Das Patrozinium des Klosters ist nicht mehr bekannt. In der Südostecke der Anlage hat sich ein Steinbau erhalten, der als Turmunterbau gedeutet wurde und von dem in der lokalen Überlieferung der heutige Name der Anlage abgeleitet ist. Es deutet jedoch nichts darauf hin, dass es sich hierbei um einen fränkischen Wehr- oder Wachturm gehandelt haben könnte.